# Letoun černoocasý
Letoun černoocasý (Cheilopogon melanurus) (Valenciennes, 1847) je druh mořské ryby z čeledi letounovitých, která se obecně označuje nesprávně společně s přibližně dalšími 40 druhy jako létající ryba, k čemuž došlo díky tomu, že je schopna vyskočit nad hladinu a krátký čas nad ní setrvat plachtěním. Pomocí tohoto manévru se snaží uniknout predátorům.
Ryba dorůstá délky okolo 32 cm a vyskytuje se v oblasti větší části Atlantského oceánu v oblasti se subtropů.

## Další názvy
- Cypselurus melanurus (Valenciennes, 1847)
- Exocoetus lutkeni (Jordan & Evermann, 1896)
- Exocoetus melanurus (Valenciennes, 1847)

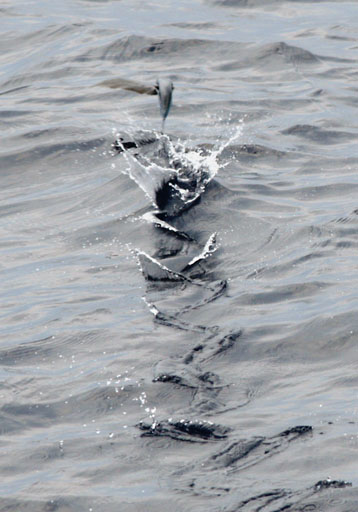
Letoun černoocasý při skoku nad vodní hladinou

- Exocoetus robustus (non Günther)[3]

## Popis
Letoun černoocasý dorůstá zpravidla délky okolo 32 cm. Nejeví známky pohlavního dimorfismu, samec i samice jsou přibližně stejně velcí. Tělo má symetrický protáhlý tvar. Na hlavě se nachází drobná tlama a dvě veliké oči. Za hlavou jsou umístěny párové prsní ploutve, které jsou zvětšené a slouží pro klouzavý let nad vodní hladinou. Za nimi se nachází menší břišní ploutve, na vrcholku těla hřbetní ploutev. Tělo je zakončeno heterocerkní ocasní ploutví. Spodní část této ploutve je delší než horní.
Tělo má na hřbetě tmavě modrou barvu, která může přecházet až do černé. Na břišní straně je ryba stříbrnomodrá. Ploutve mají stříbrně bílou barvu.

### Pohyb nad hladinou
Letoun černoocasý využívá svojí schopnosti vyskočit nad hladinu a setrvat zde po krátký čas k úniku před predátory, jako jsou delfíni či žraloci. Nad hladinu se dostává tak, že rychlostí 30 km/h vyrazí směrem k hladině. Těsně nad hladinou se mocně odrazí ocasem, který je stále částečně ponořený do vody. V době výstupu má k tělu přitažené prsní a řitní ploutve, které nad hladinou roztáhne a s jejich pomocí začne plachtit. Po čase ryba začne ztrácet rychlost, což vede k jejímu pádu. K jeho oddálení je schopna rozkmitat ocas, čímž se prodlouží doba strávená nad hladinou.

## Výskyt
Letoun černoocasý se vyskytuje v celé oblasti Atlantského oceánu, jak na jeho západním tak i východním pobřeží. Obývá tak pobřežní vody Jižní Ameriky, Severní Ameriky, celého pobřeží západní Afriky, oblasti západní Evropy až k severní části Norska až k jižnímu pobřeží Islandu. Hlavní výskyt se zhruba vymezuje mezi 40° severní šířky a 25° jižní šířky.
Výskyt ryby v oblasti Středozemního moře a ani Baltského moře nebyl dosud zaznamenán. Letoun černoocasý obývá nejčastěji subtropické vody.
Často se vyskytuje v pobřežních vodách, ale její výskyt není omezen jen na tyto oblasti a je možné ji pozorovat i na širém moři.

## Rozmnožování
V roce 2003 došlo nedaleko Cape Fear k prvnímu pozorování rozmnožování tohoto druhu. Bylo zjištěno, že tření probíhá v létě v červnu, červenci i srpnu. Během této doby samec i samice mění svoje zbarvení těla, současně se mění i jejich obvyklé chování.
Během oplodnění obeplouvá samec samičku a následně ji oplodní. Samice později vypouští poměrně velká vajíčka, ze kterých se po určité době líhne potěr. Nejmenší pozorovaný jedinec po vykulení dosahoval velikost 12 mm.

## Hospodářský význam
Letoun černoocasý není systematicky loven a zůstává na okraji zájmů rybářů. Občas během výskoku nad hladinu, kdy uniká před predátory, dopadne na palubu lodi, kde následně umírá. Její hospodářské využití je velmi malé.